# USS Munda (CVE-104)
USS Munda (CVE-104) là một tàu sân bay hộ tống lớp Casablanca được Hải quân Hoa Kỳ chế tạo trong Chiến tranh Thế giới thứ hai, là chiếc cuối cùng trong lớp này được chế tạo. Tên nó được đặt theo điểm dân cư Munda trên đảo New Georgia, nơi diễn ra trận chiến vào tháng 7 năm 1943. Munda đã hoạt động cho đến hết Thế Chiến II, được cho xuất biên chế năm 1946 và bị bán để tháo dỡ năm 1960. Nó được tặng thưởng một Ngôi sao Chiến trận do thành tích phục vụ trong Thế Chiến II.

## Thiết kế và chế tạo
Con tàu nguyên mang cái tên Tonowek Bay, nhưng được đổi tên thành Munda vào ngày 6 tháng 11 năm 1943 trước khi được đặt lườn tại Xưởng tàu Vancouver của hãng Kaiser Company, Inc. ở Vancouver, Washington vào ngày 29 tháng 3 năm 1944. Nó được hạ thủy vào ngày 27 tháng 5 năm 1944; được đỡ đầu bởi bà James E. Dyer, rồi được hải quân sở hữu và nhập biên chế vào ngày 8 tháng 7 năm 1944 dưới quyền chỉ huy của Hạm trưởng, Đại tá Hải quân L. A. Pope.

## Lịch sử hoạt động
Sau chuyến đi chạy thử máy dọc theo vùng bờ Tây, Munda được phân về Hải đội Tàu sân bay Vận chuyển trực thuộc Hạm đội Thái Bình Dương, làm nhiệm vụ vận chuyển máy bay thay thế, thiết bị và nhân sự đến các căn cứ tiền phương tại Mặt trận Thái Bình Dương. Nó lên đường vào ngày 16 tháng 8 năm 1944 cho chuyến hải hành đầu tiên, vận chuyển 71 máy bay và 202 hành khách và đi đến Espiritu Santo vào ngày 1 tháng 9. Con tàu tiếp tục đi sang Finschhafen và đảo Manus trước khi quay trở về Alameda, California để bảo trì. Nó hoàn tất chuyến đi thứ hai vào ngày 5 tháng 12 trước khi lại lên đường vào ngày 12 tháng 12, hoàn tất thêm ba chuyến đi khác đến các đảo tại Thái Bình Dương cho đến giữa năm 1945.
Munda khởi hành đi Eniwetok vào ngày 3 tháng 7, nơi nó gia nhập Đội đặc nhiệm 30.8 trong vai trò cung cấp máy bay thay thế, phi công và hàng tiếp liệu không quân cho các tàu sân bay nhanh thuộc Lực lượng Đặc nhiệm 38. Nó gặp gỡ lực lượng đặc nhiệm vào ngày 20 tháng 7, khi đơn vị này không kích xuống các đảo chính quốc Nhật Bản, và đã ở lại khu vực cho đến ngày 26 tháng 7, khi nó rút lui về Guam để tiếp liệu. Con tàu lại ra khơi vào cuối tháng 7, gặp gỡ Lực lượng Đặc nhiệm 38 để tiếp liệu vào ngày 3 tháng 8, và hoạt động tương tự trong các ngày 7 và 11 tháng 8. Nó lên đường quay trở về Guam vào ngày 13 tháng 8, khi nhận tin tức về việc Nhật Bản đầu hàng kết thúc cuộc xung đột. Nó lại gia nhập Đội đặc nhiệm 30.8 để hoạt động ngoài khơi Nhật Bản trong những tuần lễ đầu tiên của cuộc chiếm đóng, và đã tiến vào vịnh Tokyo vào ngày 10 tháng 9.
Munda rời Tokyo vào ngày 2 tháng 10, tham gia các chuyến đi trong khuôn khổ Chiến dịch Magic Carpet để hồi hương những cựu chiến binh phục vụ ở nước ngoài. Hoàn tất chuyến đi cuối cùng vào ngày 18 tháng 1 năm 1946, nó được chuẩn bị để ngừng hoạt động tại Port Angeles, Washington, và được cho xuất biên chế vào ngày 13 tháng 9 năm 1946, được đưa về Hạm đội Dự bị Thái Bình Dương neo đậu tại Tacoma, Washington. Đang khi trong thành phần dự bị, nó được xếp lại lớp như một tàu sân bay đa dụng với ký hiệu lườn CVU-104 vào ngày 12 tháng 6 năm 1955; rồi được chuyển đến Bremerton, Washington vào ngày 29 tháng 4 năm 1958. Tên nó được cho rút khỏi danh sách Đăng bạ Hải quân vào ngày 1 tháng 9 năm 1958; và con tàu bị bán cho hãng General Ore Company ở New York vào ngày 17 tháng 6 năm 1960 để tháo dỡ.

## Phần thưởng
Munda được tặng thưởng một Ngôi sao Chiến trận do thành tích phục vụ trong Thế Chiến II.